# 濱中町
濱中町（日语：／ Hamanaka chō */?）位於北海道釧路綜合振興局東部。濱中町氣候宜人，適合產業發展。 北部內陸地區盛行酪農業，生產的高品質鮮奶用於高級霜淇淋哈根達斯和乳酸菌飲料可爾必思的原料等。南部的海岸地帶盛行漁業，當地天然海帶的產量在日本屈指可數，主要港口為霧多布港和散布港。濱中町北部地區以丘陵為主，國道44號由東西向穿越。厚岸霧多布昆布森國定公園便位於境內。南部為以霧多布濕原為主的平原地區，面向濱中灣，夏季容易出現大霧，溫度不高。
町公所設於霧多布地區，位於釧路市東方約80公里，根室市西方約50km處。由於濱中町多次遭受海嘯破壞，因此在沿海的陸地上建造了全長17公里的海堤。在當地可以看到街道被城牆包圍的景象。
町名是意譯自阿伊努語「ota-noski」，意思為沙灘的正中央，與釧路市內的大樂毛（音譯）地區為同一詞源。

## 歷史
- 1701年：厚岸場所分割設置（後來的霧多布場所）。[4]
- 1872年：設置榊町濱中辦事處。
- 1879年：設置榊町戶長役場。
- 1884年：分割為後靜、琵琶瀨、霧多布、散布四村，並廢除榊町戶長役場。
- 1886年：改設置為霧多布外一町四村戶長役場。
- 1906年4月1日：榊町、濱中村、霧多布村、散布村、琵琶瀨村、後靜村合併為濱中村，並成為北海道二級村。[5]
- 1919年4月1日：成為北海道一級村。
- 1963年8月1日：改制為濱中町。

## 交通

### 機場
- 釧路機場（位於釧路市）

### 鐵路
- 北海道旅客鐵道
  - 根室本線：茶內車站 - 濱中車站 - 姊別車站

### 道路
| 一般國道 - 國道44號 主要地方道 - 北海道道123號別海厚岸線 - 北海道道142號根室濱中釧路線 | 道道 - 北海道道449號別海濱中停車場線 - 北海道道506號茶內停車場線 - 北海道道599号火散布茶内停车场线 - 北海道道807號円朱別原野茶內線 - 北海道道808號琵琶瀨茶內停車場線 - 北海道道813號上風連大別線 - 北海道道988號貰人姊別原野線 - 北海道道1039號霧多布岬線 |

## 觀光景點
| - 霧多布岬 - 霧多布濕原 - 霧多布温泉 - 酪農展望台 - 琵琶瀨展望台 - 彈塗魚的動物王國 - 險暮歸島 | - 霧多布泥炭形成植物群落（國指定天然記念物） |

## 教育

### 高等學校
- 町立北海道霧多布高等學校

### 中學校
| - 厚岸町立霧多布中學校 - 厚岸町立茶內中學校 - 厚岸町立濱中中學校 | - 厚岸町立姊別南小中學校 - 厚岸町立散布小中學校 |

### 小學校
| - 厚岸町立姊別小學校 - 厚岸町立小學校 - 厚岸町立円朱別小學校（已於2004年3月廢校） - 厚岸町立霧多布小學校 - 厚岸町立榊町小學校 - 厚岸町立茶內小學校 - 厚岸町立茶內第一小學校 | - 厚岸町立茶內第三小學校 - 厚岸町立西円朱別小學校 - 厚岸町立濱中小學校 - 厚岸町立琵琶瀨小學校 - 厚岸町立奔幌戶貰人小學校 - 厚岸町立姊別南小中學校 - 厚岸町立散布小中學校 |

## 本地出身的名人
- Monkey Punch：漫畫家，本名加藤一彦，代表作為魯邦三世。
- 武藤祐貴（職業高爾夫選手）